# Crassuloideae
Crassuloideae, biljna potporodica, dio porodice tustikovki. Sastoji se od dva roda od kojih je najvžnijih rod tustika s preko 200 vrsta sukulentnog jednogodišnjeg bilja i trajnica, rjeđe grmova, koji su rašireni po svim kontinentima. Drugi rod  Hypagophytum je monotipičan, ograničen na Etiopiju i Eritreju.
Opisana je 1835. godine.

## Rodovi
1. Crassula L., 1753
2. Hypagophytum A.Berger